# Aleksiej Tierieszczenko
Aleksiej Władimirowicz Tierieszczenko (ros. Алексей Владимирович Терещенко; ur. 16 grudnia 1980 w Możajsku) – rosyjski hokeista, reprezentant Rosji, olimpijczyk.

## Kariera
- Dinamo 2 Moskwa (1996-1999)
- Dinamo Moskwa (1999-2005)
  -  THK Twer (1998/1999)
- Ak Bars Kazań (2005-2007)
- Saławat Jułajew Ufa (2007-2009)
- Ak Bars Kazań (2009-2014)
- Dinamo Moskwa (2014-2018)
- Dynama Mińsk (2018-2019)
- Awangard Omsk (2019-2020)

Wychowanek Dinama Moskwa. Od maja 2009 zawodnik Ak Barsa Kazań. W czerwcu 2013 przedłużył kontrakt z klubem o trzy lata. Od lipca 2014 ponownie zawodnik Dinama Moskwa. We wrześniu 2017 przedłużył kontrakt o rok. Mimo to tego w moskiewskim Dinamie grał tylko do końca sezonu KHL (2017/2018). W grudniu 2018 został zawodnikiem Dynama Mińsk. W sezonie 2019/2020 grał w Awangardzie Omsk.
Uczestniczył w turniejach mistrzostw świata juniorów do lat 20 edycji 2000, mistrzostw świata w 2008, 2009, 2010, 2011, 2012, 2013 oraz zimowych igrzysk olimpijskich 2014.

## Sukcesy
Reprezentacyjne
- Srebrny medal mistrzostw świata juniorów do lat 20: 2000
- Złoty medal mistrzostw świata: 2008, 2009, 2012
- Srebrny medal mistrzostw świata: 2010

Klubowe
- Złoty medal mistrzostw Rosji: 2000, 2005 (Dinamo Moskwa), 2006, 2010 (Ak Bars Kazań), 2008 (Saławat Jułajew Ufa)
- Puchar Mistrzów: 2007 z Ak Barsem Kazań

Indywidualne
- Mistrzostwa świata juniorów do lat 20 w 2000:
  - Skład gwiazd
- Superliga rosyjska w hokeju na lodzie (2007/2008):
  - Złoty Kask (przyznawany sześciu zawodnikom wybranym do składu gwiazd sezonu)
- KHL (2008/2009):
  - Mecz Gwiazd KHL
  - Najlepszy napastnik miesiąca - listopad 2008
  - Piąte miejsce w klasyfikacji kanadyjskiej w sezonie zasadniczym: 58 punktów
  - Pierwsze miejsce w klasyfikacji +/- w sezonie zasadniczym: +41
  - Pierwsze miejsce w klasyfikacji zwycięskich goli w sezonie zasadniczym: 11 gole
  - Złoty Kask (przyznawany sześciu zawodnikom wybranym do składu Gwiazd sezonu)
- KHL (2009/2010):
  - Mecz Gwiazd KHL
- Mistrzostwa Świata w Hokeju na Lodzie 2012/Elita:
  - Zwycięski gol w meczu finałówym ze Słowacją (trzecia bramka, wynik 6:2)
- Mistrzostwa Świata w Hokeju na Lodzie 2013/Elita:
  - Jeden trzech najlepszych zawodników reprezentacji[8]
- KHL (2013/2014):
  - Nagroda „Sekundy” (dla strzelca najszybszego gola w meczu) - strzelił bramkę w 12. sekundzie meczu[9]

Rekord
- Najwięcej złotych medali mistrzostw w ramach rozgrywek Superligi: 4 - 2000, 2005, 2006, 2008 (ex aequo, poza nim Władimir Antipow i Igor Szczadiłow)

Wyróżnienie
- Zasłużony Mistrz Sportu Rosji w hokeju na lodzie: 2009

Odznaczenie
- Medal Orderu „Za zasługi dla Ojczyzny” II stopnia: 2009[10]